# NGC 4210
NGC 4210 је спирална галаксија у сазвежђу Змај која се налази на NGC листи објеката дубоког неба.
Деклинација објекта је + 65° 59' 10" а ректасцензија 12h 15m 15,8s. Привидна величина (магнитуда) објекта NGC 4210 износи 12,5 а фотографска магнитуда 13,3. NGC 4210 је још познат и под ознакама UGC 7264, MCG 11-15-39, CGCG 315-28, IRAS 12128+6615, PGC 39184.